# Половчак Володимир Михайлович
Володимир (Волтер) Половчак (нар. 3 жовтня 1967, с. Волошиново) — американець українського походження, який у дитинстві став центром юридичної справи Половчак проти Міза після того, як у 12 років відмовився покинути Сполучені Штати й повернутися з батьками до Української РСР, яка входила тоді в склад СРСР.

## Передісторія
Сім'я Половчаків складалася з батьків Михайла й Анни та їхніх трьох дітей, які в січні 1980 року на запрошення однієї з сестер глави сімейства приїхали до Сполучених Штатів з с. Волошиново Старосамбірського району, Львівської обл. Радянської України й оселилися у Чикаго. Пізніше того самого року батьки вирішили повернутися до СРСР, але двоє старших дітей, 17-річна Наталя і 12-річний Володимир, відмовилися. 13 липня 1980 року обидва полишили своїх батьків у Чикаго, щоб залишитися з двоюрідним братом у тому самому місті. Батьки звернулися по допомогу в поліцію, щоб забрати назад своїх дітей, але за порадою Служби імміграції і натуралізації США (INS) при Держдепартаменті США, поліція вирішила не повертати дітей їхнім батькам, а натомість передати справу до суду штату Іллінойс.

## Клопотання про надання притулку
19 липня 1980 року Володимир з допомогою свого адвоката подав клопотання про надання притулку під егідою INS, на підставі того, що в СРСР його потенційно можуть переслідувати як перебіжчика. Клопотання задовольнили та надали Володимирові тимчасовий політичний притулок до набуття ним повноліття.

## Судова справа
Судова справа стала cause célèbre (відома справа) «холодної війни», після того як INS дозволила Половчаку залишитися в США проти волі його батьків, хоча ті вдалися до юридичних засобів, щоб повернути опіку над сином. Володимир і Наталія тоді жили зі своїм двоюрідним братом, а адміністрація Рейгана, яка їм симпатизувала, допомогла затягнути судові процедури, поки Володимирові не виповниться 18 років і він став повнолітнім. Натомість радянська влада стверджувала, що Володимира і Наталю фактично викрали.
У липні 1982 року на прохання конгресмена від демократів Пітера Пайзера відбулось слухання Володимира і Наталі Половчаків та їхнього адвоката Юліана Куляса перед підкомісією Палати представників для міжнародних справ. Володимир вказав на те, що у випадку депортації до СРСР йому загрожує довічне ув'язнення. На слуханнях також виступив радянський дисидент В'ячеслав Рєпніков, який погодився з тим, що в СРСР Володимирові не буде життя. Перед цим у червні конгресмен Пайзер провів бесіду з неназваним колишнім каґебістом, який стверджував, що в СРСР Володимирові загрожує психіатрична лікарня.
Цей випадок нагадує справу Еліана Гонсалеса, який не захотів повертатися на Кубу.

## Подальша доля Володимира
1985 року Волтер Половчак став громадянином США. Після падіння Берлінської стіни почав кожні два роки відвідувати незалежну Україну і відновив стосунки з батьками. Батько помер 2008 року. Нині Волтер живе в передмісті Чикаго Дес-Плейнсі. Одружений, має двох синів.

## Творчість
1988 року видав книгу «Дитя свободи: Історія сміливого підлітка про втечу від батьків і Радянського Союзу в Америку».